# Arman Soldin
Arman Soldin (21. března 1991 Sarajevo – 9. května 2023 Časiv Jar) byl francouzský novinář bosenského původu.

## Mládí
Soldin se narodil 21. března 1991 v Sarajevu. V roce 1992 byl ve věku 12 měsíců evakuován do Francie. Hovořil bosensky, francouzsky, anglicky a italsky.

## Kariéra
Soldin nastoupil do zpravodajské agentury Agence France-Presse v roce 2015 jako stážista v Římě, kde informoval o příjezdu afrických uprchlíků na malý italský ostrov Lampedusa. Poté pracoval pro londýnskou pobočku agentury a v červnu 2018 informoval o patové situaci mezi italskou vládou a humanitární lodí Lifeline s 233 migranty na palubě, z nichž mnozí byli nemocní, když po týdnu čekání ve Středozemním moři připlula na Maltu. V říjnu téhož roku informoval o tom, jak nacionalista Milorad Dodik získal křeslo vyhrazené Srbům v předsednictvu Bosny a Hercegoviny. V roce 2019 přinesl zprávu o devětatřiceti tělech, včetně těla teenagera, objevených v Londýně v chladírenském kontejneru z Belgie. V prosinci 2019 napsal o názoru skotské premiérky Nicoly Sturgeon na brexit a její snaze o uspořádání plebiscitu o nezávislosti Skotska. V letech 2006–2008 hrál ve fotbalovém klubu Stade Rennais a v letech 2021–2023 působil jako komentátor zápasů anglické Premier League, mistrovství Evropy ve fotbale žen a Superpoháru UEFA pro francouzský kanál Canal+.

## Smrt
Dne 9. května 2023 se Soldin nacházel spolu s oddílem ukrajinských vojáků poblíž města Časiv Jar v Doněcké oblasti. Byl zabit raketou z raketometu BM-21 Grad, která explodovala poblíž místa, kde ležel. Nikdo další nebyl zraněn. Bylo mu 32 let.

Na zprávu o jeho smrti reagovala Gulnoza Said, koordinátorka programu Výboru na ochranu novinářů pro Evropu a Střední Asii: 
Výbor na ochranu novinářů je hluboce zarmoucen smrtí novináře Armana Soldina, který pokrýval válku na Ukrajině. Vyjadřujeme hlubokou soustrast jeho přátelům a rodině. Novináři jsou civilisté, jejichž zpravodajství z válečných oblastí je nezbytné. Vyzýváme ruské a ukrajinské úřady, aby důkladně vyšetřily okolnosti Soldinovy smrti.
Výbor na ochranu novinářů upozornil, že Soldin je sedmnáctým novinářem, který byl na Ukrajině zabit od roku 2022. Ředitel globálního zpravodajství organizace Reportéři bez hranic Phil Chetwynd k tomu poznamenal:
Armanova brilantní práce vystihuje vše, kvůli čemu jsme na novináře AFP na Ukrajině tak hrdí. Armanova smrt je strašlivou připomínkou rizik a nebezpečí, která přináší zpravodajství o této válce.
Francouzská vyšetřovací jednotka OCLCH (Office central de lutte contre les crimes contre l'humanité), specializující se na zločiny proti lidskosti, zločiny z nenávisti i válečné zločiny začala šetřit okolnosti Soldinovy smrti.
Francouzský prezident Emmanuel Macron jej posmrtně vyznamenal titulem rytíře Čestné legie.